# Nativa (bebida)
Nativa foi uma marca de refrigerantes produzido pela The Coca-Cola Company.
Com exclusividade de produção para a Argentina, o refrigerante tinha o sabor único de erva-mate.

## História
Lançado em novembro de 2003 com a intenção de conquistar o público argentino, tradidional consumidor da infusão quente da folha do erva-mate (chimarrão) e também tornar, a marca, uma bebida nacional, assim como é os refrigerantes de guaraná no Brasil.
Em agosto de 2004 o produção do Nativa foi interrompido e o projeto cancelado, pois o produto não foi do agrado ao consumidor, resultando em prejuízos de vendas e investimentos em equipamentos.